# Pilotrichaceae
Pilotrichaceae é uma família de musgos pertencente à ordem Hookeriales.

## Taxonomia
A família Pilotrichaceae inclui os seguintes géneros:
- Actinodontium;
- Amblytropis;
- Brymela;
- Callicostella;
- Callicostellopsis;
- Cyclodictyon;
- Diploneuron;
- Helicoblepharum;
- Hemiragis;
- Hookeriopsis;
- Hypnella;
- Lepidopilidium;
- Lepidopilum;
- Neohypnella;
- Philophyllum;
- Pilotrichidium;
- Pilotrichum;
- Stenodesmus;
- Stenodictyon;
- Thamniopsis;
- Trachyxiphium.